# Stabskorporal
Stabskorporal ist ein am 15. September 2021 eingeführter Dienstgrad der Bundeswehr in der Dienstgradgruppe der Mannschaften.

## Geschichte
Im Rahmen der Personalentwicklung der Bundeswehr zur „Modernisierung der Laufbahnen“ wurde die Neukonzeption der Laufbahnen der Mannschaften des Truppendienstes gebilligt und die Einführung der neuen Dienstgrade Korporal und Stabskorporal als Spitzendienstgrad für Mannschaften beschlossen. Es wird sich zunächst um ein Pilotprojekt handeln. Der NATO-Rangcode wurde mit OR-4 festgelegt.

## Befehlsbefugnis und Dienststellungen
In der Bundeswehr ist der Stabskorporal ein Mannschaftsdienstgrad. Aufgrund der Zugehörigkeit zur Dienstgradgruppe der Mannschaften könnten Stabskorporale auf Grundlage des § 4 („Vorgesetztenverhältnis auf Grund des Dienstgrades“) der Vorgesetztenverordnung niemandem allein auf Grund ihres Dienstgrades Befehle erteilen. Wie alle Mannschaftsdienstgrade können sich Stabskorporale daher auch in Notlagen nicht selbst zu Vorgesetzten gemäß § 6 („Vorgesetztenverhältnis auf Grund eigener Erklärung“) der Vorgesetztenverordnung erklären.
Stabskorporale besetzen besonders anspruchsvolle Dienstposten, die eine besondere Erfahrung benötigen. Dazu zählen beispielsweise Verwendungen als Instandsetzer auch komplizierter technischer Systeme (Bordwaffen, Funkgeräte, optische und elektronische Aufklärungsmittel, Drehflügler usw.), in Stäben als besonders qualifizierte Stabsgehilfen oder als Bediener technischer Systeme auf Kommandobrücken oder Gefechtsständen. Stabskorporale werden auch als Ausbilder, Truppführer oder (dann aber meist nur übergangsweise nach § 5 („Vorgesetztenverhältnis auf Grund besonderer Anordnung“) der Vorgesetztenverordnung) Gruppenführer eingesetzt. Aufgrund ihrer Erfahrung, die meist der Erfahrung von Unteroffizieren ohne Portepee entspricht, werden Stabskorporale in Stäben häufig mit Aufgaben betraut, die erhebliches Fachwissen und eine hohe Verantwortung bedingen. Aufgrund dieser und ähnlicher Dienststellungen und Aufgabenbereiche können Stabskorporale in den in der Vorgesetztenverordnung aufgezählten Fällen und in den dort genannten Grenzen allen dienstlich oder fachlich unterstellten Soldaten Befehle erteilen.

## Ernennung
Maßgebliche gesetzliche Grundlagen für die Ernennung zum Stabskorporal enthält die Soldatenlaufbahnverordnung (SLV) und ergänzend die noch zu ändernde Zentrale Dienstvorschrift (ZDv) 20/7. Zum Stabskorporal können Soldaten auf Zeit und beorderte Reservisten der Laufbahn der Mannschaften ernannt werden. Soldaten können 10 Jahre nach Eintritt in ein Dienstverhältnis der Bundeswehr zum Stabskorporal ernannt werden. Voraussetzung ist in der Regel ferner eine Dienstzeit von mindestens einem Jahr im Dienstgrad Korporal. Das Bundesministerium der Verteidigung hat angekündigt, die Beförderungen hauptsächlich nach dem Prinzip der Bestenauswahl und nicht überwiegend nach Dienstalter durchzuführen.

## Besoldung
Soldaten auf Zeit im Dienstgrad Stabskorporal erhalten eine Besoldung der Besoldungsgruppe A 6 der Bundesbesoldungsordnung A und eine Amtszulage. Damit erhält ein Stabskorporal in etwa dieselben Bezüge wie der Dienstgrad Stabsunteroffizier, dem allerdings zusätzlich die Besoldungsgruppe A 7 offen steht. Ein Freiwillig Wehrdienst Leistender erhält stattdessen Wehrsold nach dem Wehrsoldgesetz (WSG), ein Reservistendienst Leistender Leistungen nach dem Unterhaltssicherungsgesetz (USG).

## Dienstgradabzeichen
Das Dienstgradabzeichen für Stabskorporale zeigt einen breiten und einen schmalen Schrägstreifen auf beiden Schulterklappen bzw. für Marineuniformträger auf den Oberärmeln.

## Äquivalente, nach- und übergeordnete Dienstgrade
Den Dienstgrad Stabskorporal führen sowohl Heeres-, Luftwaffen- als auch Marineuniformträger. In den Streitkräften der NATO ist der Stabskorporal zu allen Dienstgraden mit dem NATO-Rangcode OR-4 äquivalent.
In der Laufbahngruppe der Mannschaften ist der Stabskorporal über dem Korporal eingeordnet. Der Stabskorporal ist der höchste Dienstgrad der Dienstgradgruppe der Mannschaften und der Spitzendienstgrad in den Mannschaftslaufbahnen; Soldaten der Mannschaftslaufbahnen werden also in dieser Laufbahn voraussichtlich nicht weiter befördert. Ein Wechsel in eine andere Laufbahn (beispielsweise in eine der Laufbahnen der Unteroffiziere) und die anschließende Ernennung in einen höheren Unteroffiziersdienstgrad ist möglich. Im Sinne des § 4 der Vorgesetztenverordnung sind alle Unteroffiziere ohne Portepee, deren niedrigste Dienstgrade der Unteroffizier bzw. der Fahnenjunker (für Heeres- und Luftwaffenuniformträger) und der Maat bzw. der Seekadett (für Marineuniformträger) sind, in den dort definierten Grenzen Vorgesetzte des Stabskorporals.
| Mannschaftsdienstgrad |               |                    |
| Niedrigerer Dienstgrad |               | Höherer Dienstgrad |
| Korporal | Stabskorporal |                    |
| Dienstgradgruppe: Mannschaften – Unteroffiziere o.P. – Unteroffiziere m.P. – Leutnante – Hauptleute – Stabsoffiziere – Generale |               |                    |